# Forever Falling
Forever Falling ist ein 2020 gegründetes multinationales Death-Doom- und Gothic-Metal-Projekt.

## Geschichte
Gemeinsam mit dem amerikanischen Sänger John McGovern von Chalice of Suffering und Solemn Echoes gründete der italienische Multiinstrumentalist Tullio Carleo von Voyage Noir das Projekt Forever Falling. Das online kooperierende Projekt debütierte offiziell im September 2021 mit dem Album Suspended Over the Immanent über das britische Label Morning Star Heathens Music Group. Im November des gleichen Jahres erschien das Album als CD, nachdem sich der Termin der physischen Veröffentlichung verzögert hatte. Dies Album wurde international positiv, als Beleg für die Erfahrung und das Talent der beiden beteiligten Musiker, angenommen. Beiden sei es mit Forever Falling gelungen, sich selbst zu übertreffen. Im Genre erweise sich Suspended Over the Immanent damit als angenehme Überraschung und Geschenk für die Anhängerschaft der entsprechenden Musik. Suspended Over the Immanent halte so einen Death Doom vor, der „solide und emotional angemessen“ sei, aber „weder langatmig noch verkitscht“ wirke. Die Band verstünde es auf dem Album, „schöne Harmonien“ und „schwere Passagen“ gleichermaßen zu nutzen, um die Hörenden in einer „Wiege intensiver Einsamkeit“ zu betten. Mit The Determinism of Essence in Matter erschien 2024 das Folgealbum über das italienische Unternehmen My Kingdom Music. Die Arbeitsweise als reines Studioprojekt im digitalen Austausch bis hin zur Veröffentlichung behielt das Duo bei.

## Stil
Rezensenten ordnen die Musik dem Gothic Metal und Death Doom unter Verweis zur näheren Einordnung auf Vertreter des Melodic Death Doom und Gothic Metal zu. Auch selbst verweist das Duo auf Einflüsse von Paradise Lost, My Dying Bride und Swallow the Sun.
Dem Stereotyp des Genres entsprechend bleibe die Musik langsam, monoton und reduziert. Der Gesang variiere zwischen klar gesungenen und gesprochenen Passagen und dem tiefen, bedrohlichen gutturalen Growling von John McGovern. Dabei präge besonders seine Stimme den Klang von Forever Falling, während das Spiel von Tullio Carleo McGoverns Ausdruck Raum einräumend, atmosphärisch und zurückgenommen erscheine. Mit dieser Basis entwickele die Musik eine als natürlich wahrgenommene Dynamik, in welcher besonders Riffing und Gitarren-Soli größere Wucht besäßen.

## Diskografie
- 2021: Suspended Over the Immanent (Album, MHS Music Group)
- 2024: The Determinism of Essence in Matter (Album, My Kingdom Music)